# Picramnia excelsa
Picramnia excelsa är en tvåhjärtbladig växtart som beskrevs av Kuhlmann och J.R. Pirani. Picramnia excelsa ingår i släktet Picramnia och familjen Picramniaceae. Inga underarter finns listade.